# Physcomitrium laxum
Physcomitrium laxum là một loài Rêu trong họ Funariaceae. Loài này được (Hook. f. & Wilson) Müll. Hal. mô tả khoa học đầu tiên năm 1851.